# Gagey Mrozeck
Gagey Mrozeck, auch Gaggy Mrozeck (* 14. Januar 1953 als Gerhard Mrozeck), ist ein deutscher Gitarrist, Songwriter und Musikproduzent.

## Leben
Gagey Mrozeck war zunächst Gitarrist der Band 2066 and Then. Nach deren Auflösung wechselte er mit anderen ehemaligen Mitgliedern zu Kin Ping Meh. Mit dem Beat Boom der 1968er etablierte sich Gagey Mrozeck zur festen Größe in Deutschlands Rockszene. Als Live- und Studiogitarrist war er an zahlreichen genreprägenden Produktionen des Krautrock, Deutschrock, Disco, Soul, Funk und der NDW unmittelbar beteiligt.
Mit zahlreichen Band- und Soloprojekten, unter anderem zusammen mit Herbert Grönemeyer oder als Produzent für Udo Lindenberg ist er seit den späten 60er Jahren bei fast allen Major Labels vertreten. Von 1980 bis 1990 war Mrozeck als Gitarrist, Co-Produzent und Songwriter der Herbert-Grönemeyer-Band maßgeblich am Erfolg der Multi-Platin und Gold ausgezeichneten sowie millionenfach verkauften Alben Total egal, Gemischte Gefühle, 4630 Bochum, Sprünge, Ö, Luxus und Was muss muss beteiligt. Bis 1998 war er festes Bandmitglied bei den Tourneen von Herbert Grönemeyer. 
Seit 1990 ist Mrozeck als Produzent, Komponist und Berater für internationale Musical Companies sowie Film, Ballett und Bühnenproduktionen tätig. Darüber hinaus ist er Berater und Entwickler für Musikinstrumentenhersteller. 

## Lehrtätigkeit
Gagey Mrozeck ist Dozent im Studiengang Popmusikdesign an der Popakademie Baden-Württemberg.

## Bands (Auswahl)
1968–1972
- Mad Fashion (Pop-Rock)
- 2066 and then (Psychodelic/Prog-Rock)
- Mannheim Rock Family (Allstar Band Joy&Hit Kids)
- Kin Ping Meh (Heavy Glam-Rock)

1973–1981
- Champion Jack Dupree (Chicago Blues)
- Edo Zanki (Disco Soul/Funk-Rock)
- Poker (Heavy Rock)
- Furzwängler (Punk)
- The Rox (New Wave)
- Romeos (NDW)
- Swinsky Beat (Hog Rock/Punk)
- Trick17 (German Wave Rock)
- Borgward (NDW)
- Digital Cowboys (Guitar-Electronic Trash)
- Hy/istory of the Electric Guitar (Gitarren Theater/Roadshow)

1982–2005
- Herbert Grönemeyer Band (Singer/Songwriter - Pop/Rock)
- Uwe Ochsenknecht Band (Soul Rock)
- The Flames (Rockabilly, Surf-Punk)
- Flame Lounge Orchestra (Steel String Swing - Big Band)

2006-heute
- Mandoline Hammer (Mandoline Metall)
- United Artists Mannheim
- The Guitarbillies (Multi-Guitar-Duo Entertainment)
- Timmy Rough Band (Rock)
- Gipsy Fingers & Rainbow Songs
- "ZEITSTROM" - US. Franklin - Big Band Mannheim